# Kapel van de Vincentiusvereniging
De Kapel van de Vincentiusvereniging, ook Vincentiuskapel, voorheen ook Heilige Geestkapel, is een neogotische kapel in het centrum van de Nederlandse stad Maastricht. De kapel ligt achter de panden Jodenstraat 22 en Kesselskade 53, en is vanaf de straat niet zichtbaar. De kapel is een gemeentelijk monument.

## Geschiedenis
De kapel werd omstreeks 1850 gebouwd in opdracht van de priester en kloosterstichter Louis Hubert Rutten (1809-1891). Rutten was zeer begaan met de slechte leefomstandigheden van de soms nog zeer jonge werknemers in de Maastrichtse industrieën, met name in de aardewerkfabrieken van de Regouts. Hij liet om die reden in de tuin achter zijn huis aan de Jodenstraat een school en kapel bouwen ten behoeve van de Zusters Ursulinen van Tildonk, die hij uitnodigde om in Maastricht katholiek onderwijs te komen geven. Waarschijnlijk werd de kapel destijds aangeduid als Heilige Geestkapel, een verwijzing naar de vlakbij gelegen, begin negentiende eeuw gesloopte kerspelkapel. De zusters verhuisden in 1864 naar een eigen klooster aan de Grote Gracht, waarna de kapel in gebruik werd genomen door de Sint-Vincentiusvereniging, een rooms-katholieke vereniging die zich bezighield met armenzorg. Deze in 1833 in Frankrijk opgerichte vereniging was sinds 1846 in Nederland actief, vanaf 1848 in Maastricht. De vereniging bezat naast de kapel een eigen soepkokerij, vanaf 1868 gevestigd in de nabije Mariastraat (nr. 19). Vanaf 1886 werd ook voor scholen soep gekookt. Tussen 1917 en 1927 stopte de bedeling. In 1941 werd de soepkokerij definitief opgeheven. Omstreeks 1980 werd de kapel afgestoten.
Van 1973 tot 2002 was de kapel in gebruik door de rooms-katholieke kerkgemeenschap volgens de Byzantijnse ritus. De kapel stond in die tijd (opnieuw?) bekend als Heilige Geestkapel. In 2002 vertrok de gemeenschap naar Huize Sint-Gerlach in Berg bij Cadier en Keer, vervolgens naar het verpleeghuis De Zeven Bronnen in Amby en na 2011 werden er door deze gemeenschap geen diensten meer gehouden. Het koor van deze gemeenschap ging zingen in de Aartsengel Michaëlkerk in Genk, België.

## Huidige functie
Tegenwoordig is de kapel onderdeel van het Drukkunstmuseum. Op de benedenverdieping is een reconstructie van een werkplaats voor het bedrukken van aardewerk in de fabrieken van Petrus Regout & Co. Op de bovenverdieping wordt werk tentoongesteld van grafisch kunstenaar René Glaser.
Enkele ornamenten (vensters, kapitelen, meubilair) die verwijzen naar de oorspronkelijke functie zijn nog aanwezig.
Exterieur

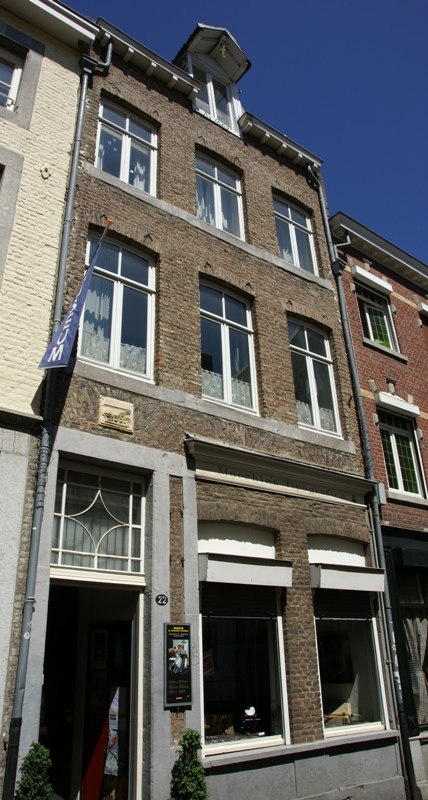
Jodenstraat 22
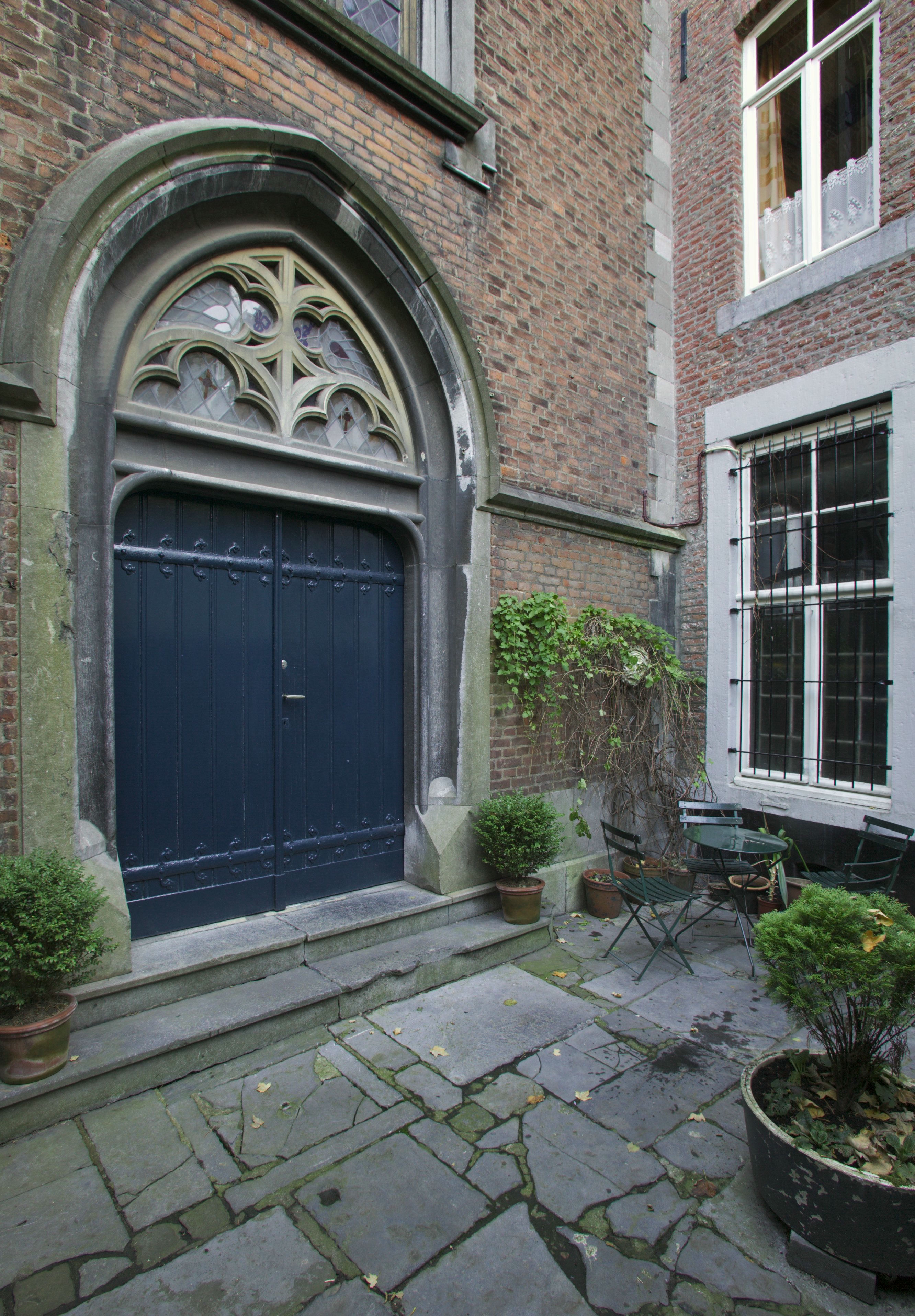
Voorgevel kapel, entree
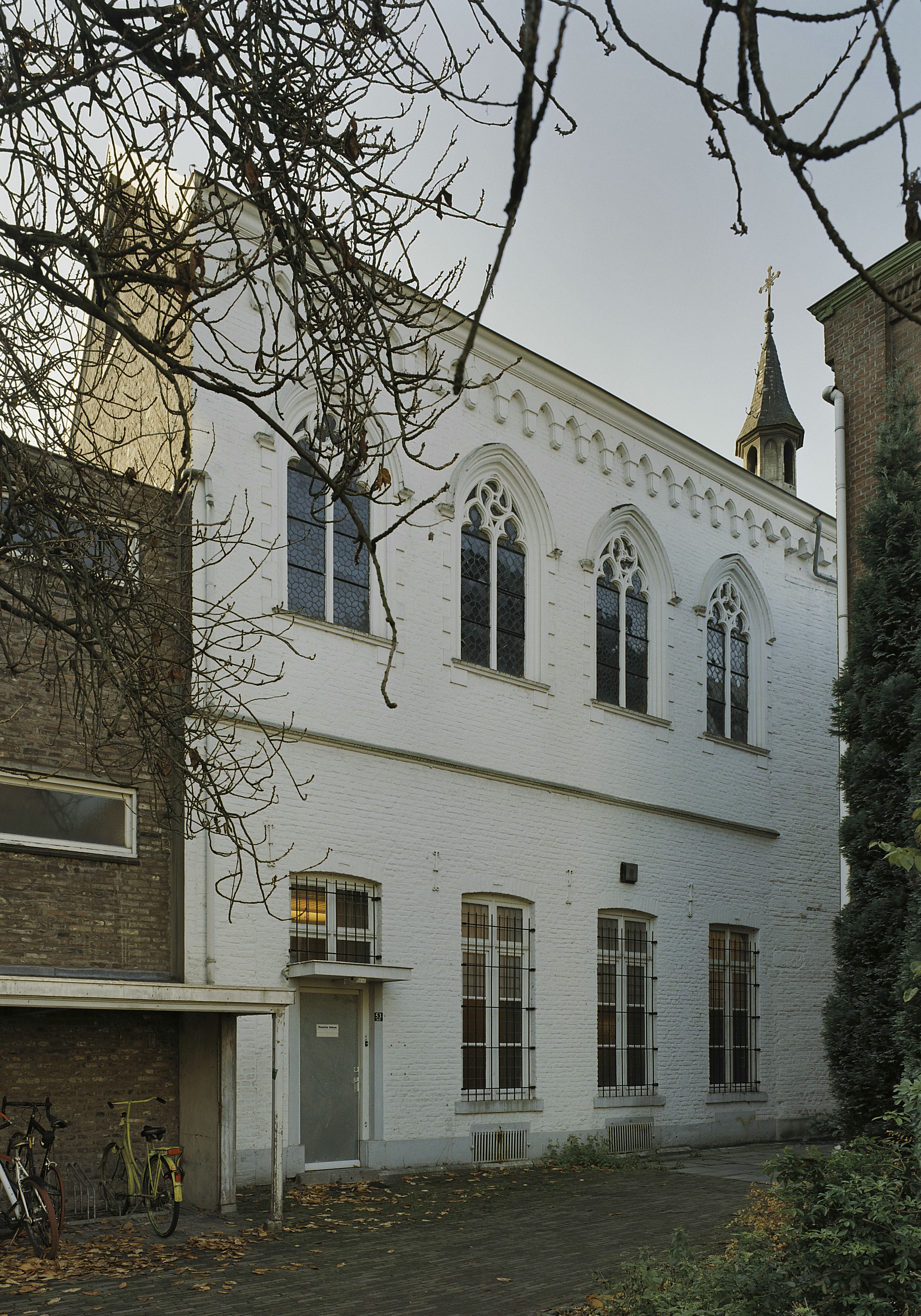
Zijgevel kapel
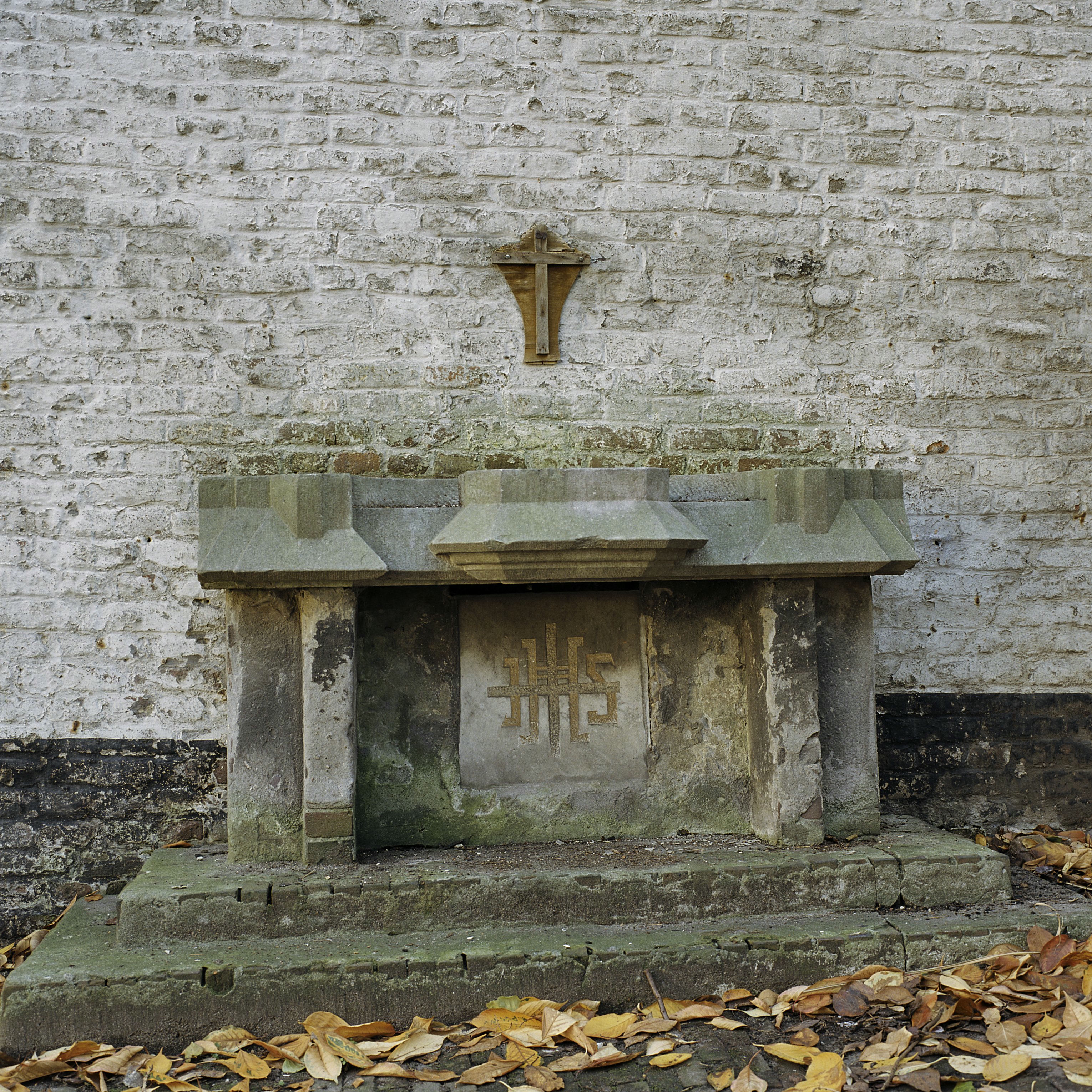
Binnenplaats, altaar

Kapelinterieur

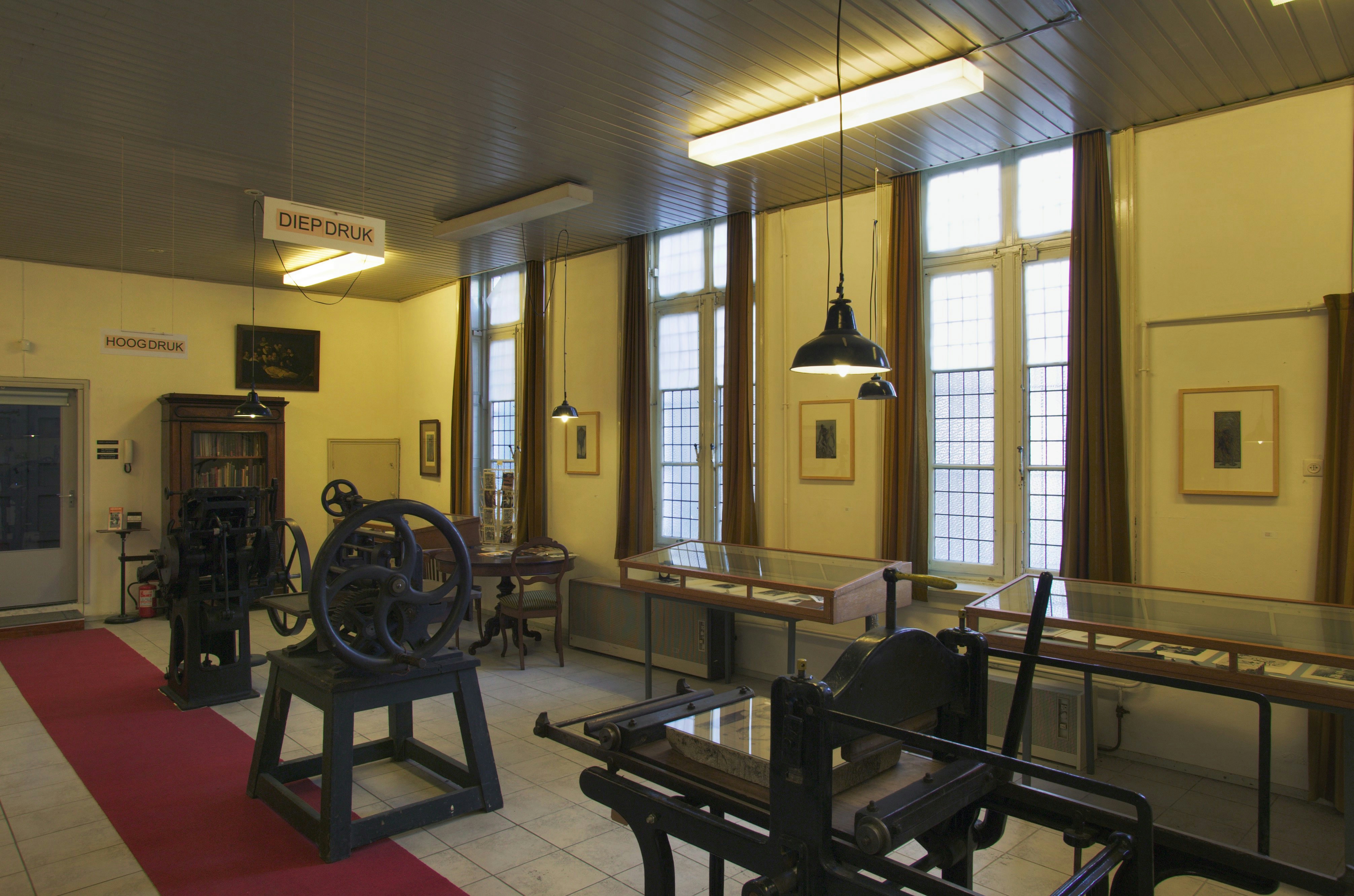
Benedenverdieping
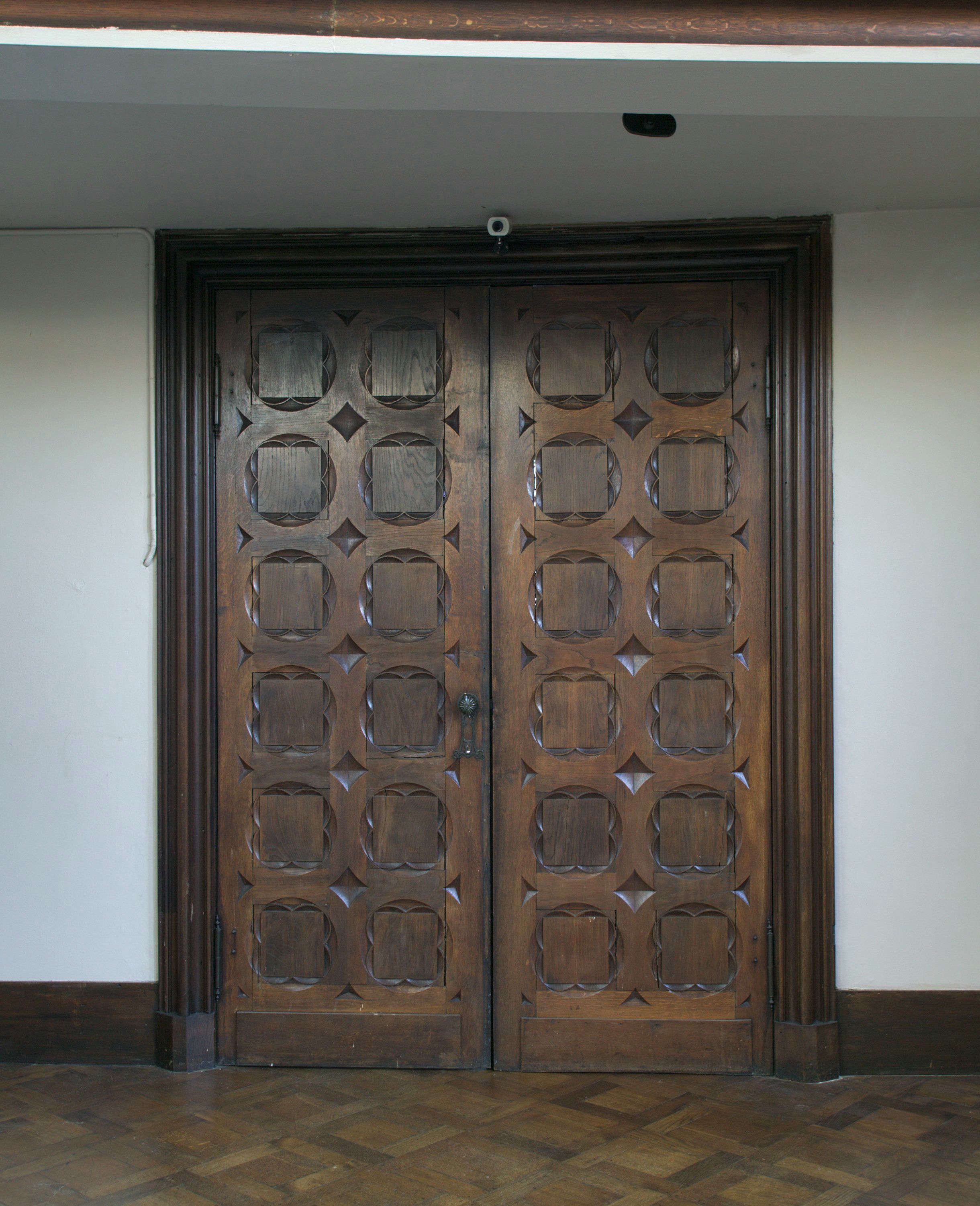
Idem, entree
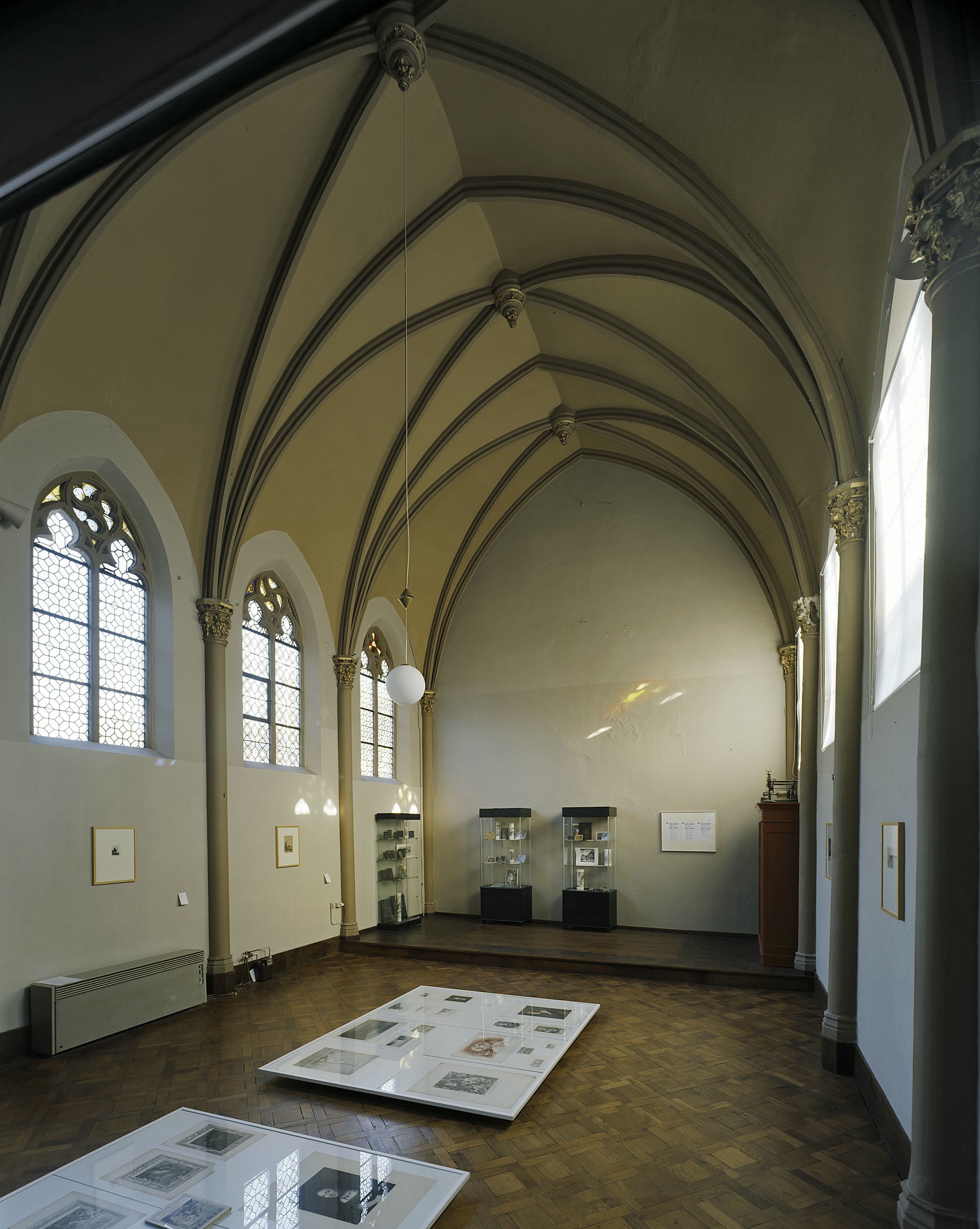
Bovenverdieping
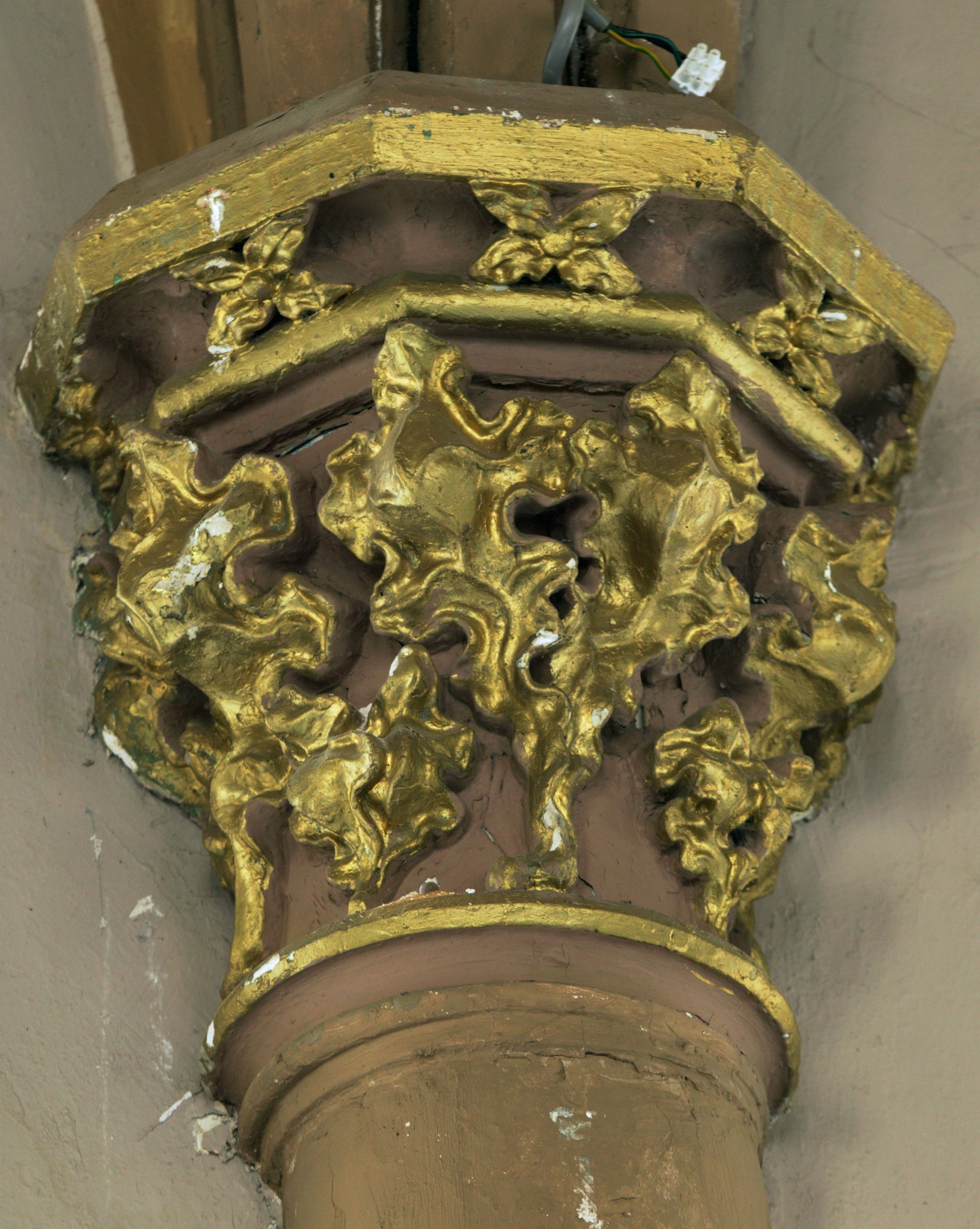
Idem, kapiteel